# Залісний (Новосибірська область)
Залісний (рос. Залесный) — селище у Чулимському районі Новосибірської області Російської Федерації.
Входить до складу муніципального утворення Іткульська сільрада. Населення становить 150 осіб (2010).

## Історія
Згідно із законом від 2 червня 2004 року органом місцевого самоврядування є Іткульська сільрада.

## Населення
| 2002 | 2007 | 2010 |
| ---- | ---- | ---- |
| 175  | ↘149 | ↗150 |